# طلاور یک
طلاور یک، روستایی در دهستان صیدون شمالی بخش مرکزی شهرستان صیدون در استان خوزستان ایران است.

## جمعیت
بر پایه سرشماری عمومی نفوس و مسکن در سال ۱۳۹۵، جمعیت این روستا برابر با ۳۹۱ نفر (۱۱۰ خانوار) بوده‌است.